# Stradovo
Stradovo (Servisch cyrillisch Страдово) is een plaats in de Servische gemeente Novi Pazar. De plaats telt 19 inwoners (2002).